# Ingela Ericsson
Ingela Ericsson, född 27 september 1968 i Nyköping, är en svensk kanotist. Hon blev olympisk bronsmedaljör i Atlanta 1996.
Ericsson är Stor tjej nummer 111 på Svenska Kanotförbundets lista över mottagare för utmärkelsen Stor kanotist.